# Monasterio de Santa María (Acibeiro)
El monasterio de Santa María fue un monasterio medieval cisterciense que vertebró la vida económica y social de la Tierra de Montes desde su fundación, en el siglo XII, hasta la exclaustración producida por la desamortización en el siglo XIX (1842), año en la que tuvo lugar su subasta pública. 
En la actualidad la iglesia sirve como iglesia parroquial mientras que las dependencias monacales fueron objeto de restauración y acogen un hostal-monumento.
Está considerado Monumento Histórico Artístico desde 1931 y, en la actualidad, también tiene la consideración de Bien de Interés Cultural.

## Situación
El monasterio se sitúa en la parroquia de Santa María de Aciveiro, perteneciente al ayuntamiento de Forcarey, en la comarca de Tabeirós - Tierra de Montes, en el montañoso interior de la provincia de Pontevedra, España. Está situado a un lado de la carretera de ventas de Narón a Folgoso a una altura de casi mil metros, cerca de la antigua vía romana que unía Lucus Augusti con la costa pontevedresa atravesando la soledad de la Sierra del Candán en época romana.
La superficie total del recinto es de 46 658 m², de los que 5896 m² corresponden propiamente al edificio cenobial y a la iglesia anexa, 2125 m² al atrio del conjunto y 37 629 m² a las tres fincas de labor agrícola anexas.

## Historia

### Fundación
La fecha de su fundación posiblemente sea la documentada en el llamado Tumbo Grande (1617) del monasterio, que toma como referencia una inscripción situada en la pared sur de la iglesia monacal que establece el 4 de febrero de 1135 como el momento en el que doce religiosos cistercienses, venidos desde la abadía de Claraval y llamados por el rey Alfonso VII de León, proceden a su constitución.
La misma obra pone en relación la fundación del monasterio con el afán fundacional del emperador Alfonso VII y al mismo tiempo resalta la importancia de esta fundación haciendo hincapié en el número de monjes fundadores, doce, número muy elevado si se compara con otras fundaciones similares que se estaban llevando a cabo en la misma época en tierras gallegas.
De otra inscripción conservada en la iglesia, que señala el año 1170, parece deducirse la fecha de incorporación de la comunidad religiosa a la Orden del Císter, pese a que su interpretación es objeto de distintas interpretaciones por parte de los historiadores, por lo que en la actualidad la fecha que se valora como más segura para señalar la incorporación al Císter es la del año 1225.

### Abaciazgo

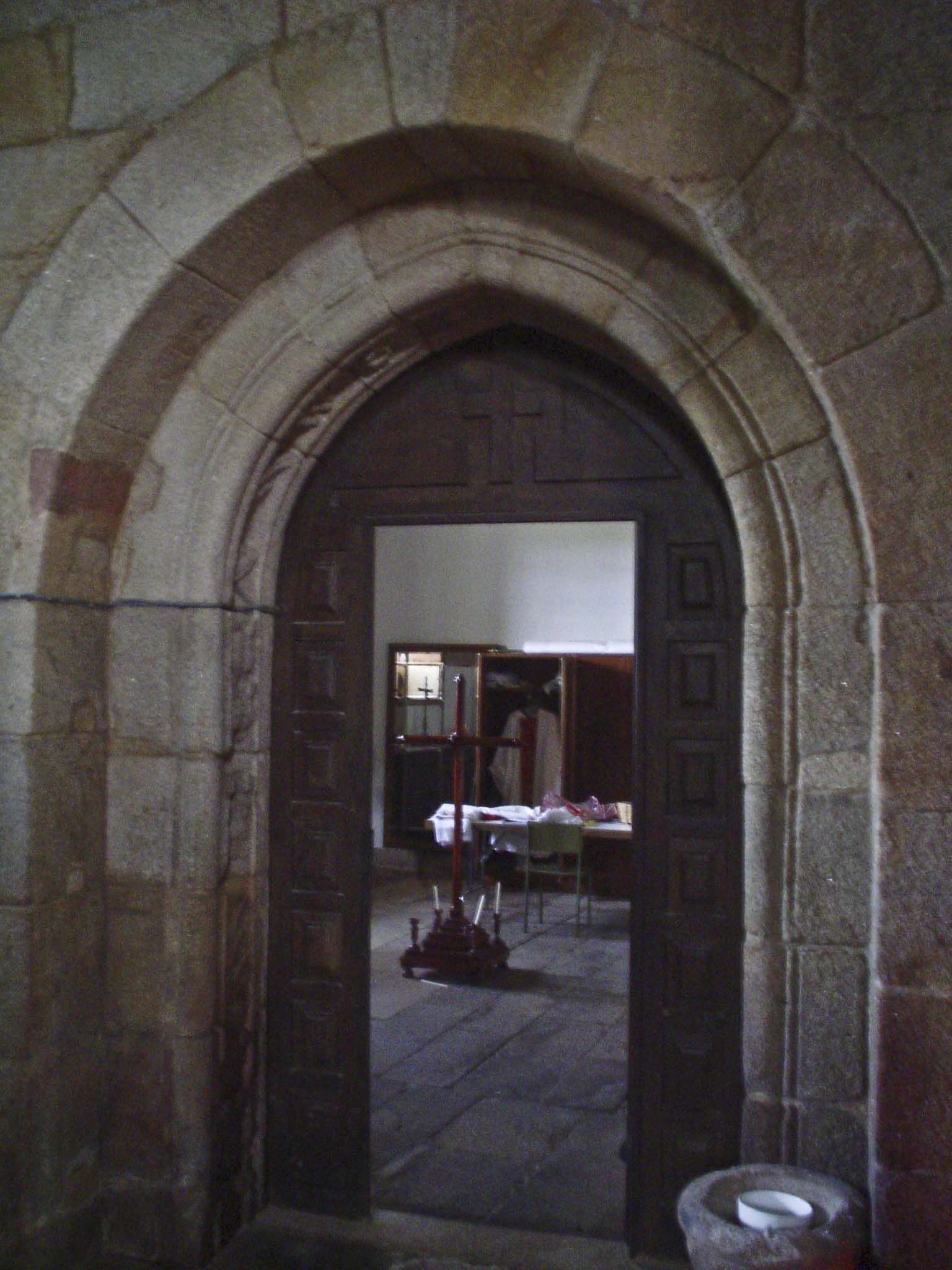
Puerta de acceso a la sacristía

Su primer abad y fundador fue Pedro, que fallecería hacia 1160 sucediéndolo en el cargo Pedro Martínez, noble gallego, posiblemente natural de la propia Terra de Montes, y que hizo importantes donaciones al convento. Ambos fueron personas de gran prestigio en su tiempo, según se puede deducir de los documentos conservados.
Tras la muerte de Pedro Martínez lo sucedió en el cargo el abad Juan (hacia 1200 o 1201 hasta 1250 y 1255, fecha posible de su muerte, y lo sucedió en el cargo el abad Diego.
La figura más destacada que vivió en esta comunidad fue el abad conocido como San Gonzalo das Penas, que gobernó la comunidad desde 1429 hasta su fallecimiento hacia 1475. Después su muerte el pueblo le dio tratamiento de santidad y tejió alrededor de su figura numerosas leyendas, como la recogida por Ramón Cabanillas en su obra O oso de Oseira.

### Encomiendas
Desde principios del siglo XV la poderosa Casa de Ulloa, con el cabeza de familia era Lope Sánchez de Ulloa al frente, se convirtió en encomendera de este y otros conventos. Más tarde estas posesiones pasaron a la Casa de Altamira con motivo del matrimonio entre Vasco Lope de Ulloa e Inés de Moscoso. Este hecho contrario a Sancho Sánchez de Ulloa, hermano de Vasco, por lo que coalidado con el arzobispo de Santiago de Compostela Alonso II de Fonseca se apoderó de todas las tierras heredadas por el primer conde de Altamira Lope Sánchez de Moscoso. Este pidió auxilio a Diego de Andrade y juntos obtuvieron la restitución de todos los bienes cuando se dirigían la Santiago de Compostela con su ejército a enfrentarse a los Ulloa y su aliado.
Una figura semejante a la encomienda y que proliferó en esas años fueron los abades comendatarios, abades que la mayor parte de las ocasiones no residían en el convento y se limitaban a recibir las rentas sin prestar a cambio ningún beneficio a la comunidad religiosa. Ejemplo de esta figura en Aciveiro fue el obispo de Catania en el año 1493.

### Incorporación a la Congregación de Castilla

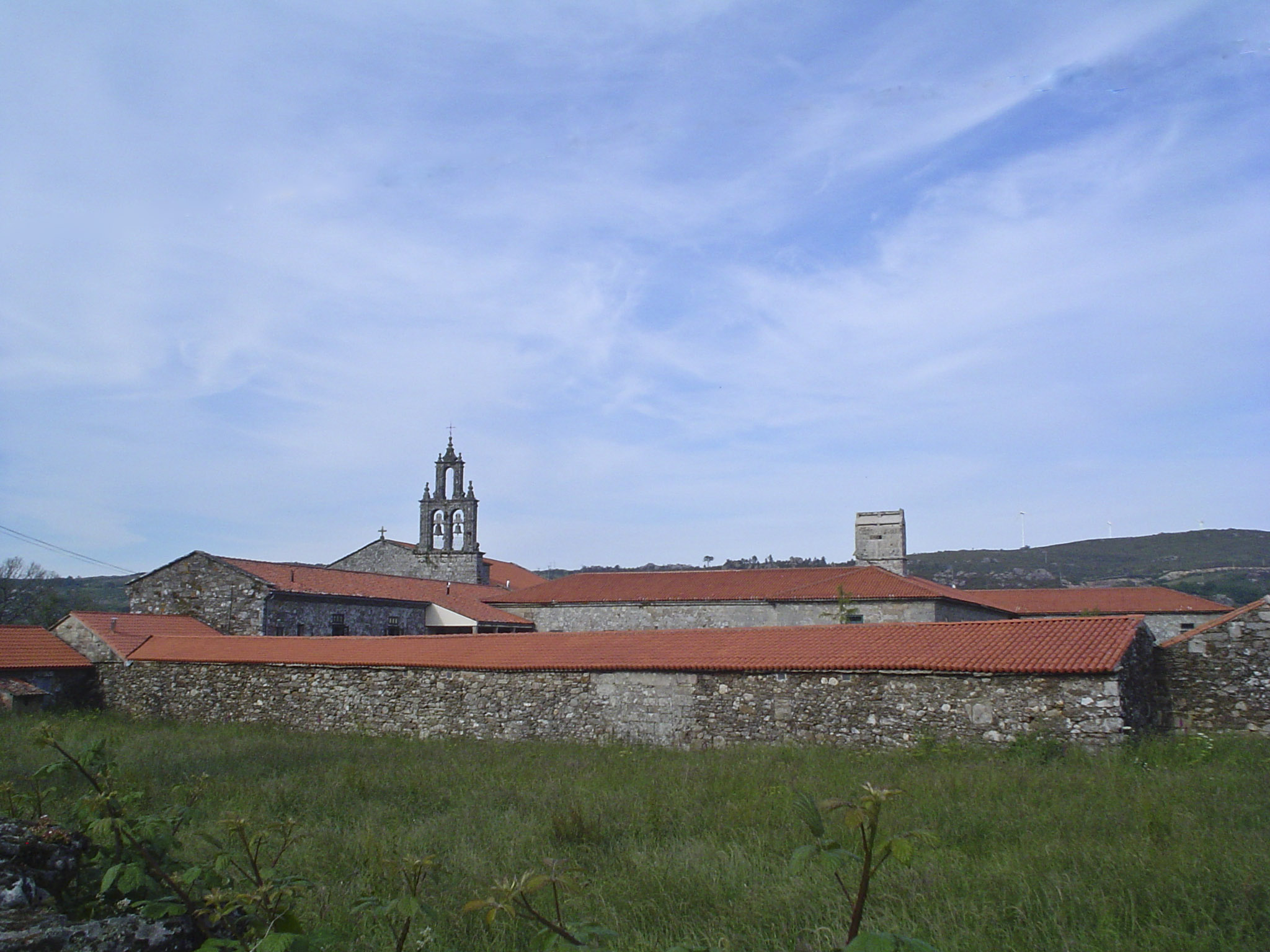
Estancias monásticas

Con la incorporación de la comunidad en 1518 a la Congregación de Castilla la figura del comendador e incluso la de abad desaparecieron, siendo sustituida por un prior que dirigía la casa.
Entre los años 1571 y 1577, rigiendo la casa fray Ambrosio de Acuña, el convento consiguió su máximo esplendor económico y el mayor número de religiosos llegando a superar el centenar.
Otro prior fue fray Martín del Pueyo que dirigió la comunidad durante dos trienios (1581-1587) y actuó como subprior casi veinte años más. Durante su mandato, ante la falta de espacio en los edificios monacales, se proyectó la obra de construcción del edificio que llegó hasta nuestros días. Se iniciaron las obras por la fachada de la iglesia en 1586 y fue maestro de obras Xoán de la Fonte, vecino de Aciveiro.
En 1589 los inquisidores de Compostela, ante el temor de que Francis Drake (que cercaba La Coruña) atacara Santiago, trasladaron «los papeles y hacienda» del Santo Oficio a este convento, tratando con ello de protegerlos del ejército enemigo inglés.
Durante toda su historia el convento mantuvo una gran cantidad de pleitos relacionados con sus propiedades y privilegios. Esta cantidad era tal que la comunidad mantenía frailes residiendo casi ininterrumpidamente en Santiago, La Coruña y Valladolid para ocuparse de su tramitación y la defensa de los intereses del convento. Alguno de los pleitos de mayor repercusión fueron uno en el siglo XIII contra el Monasterio de Santa María de Melón u otro en el siglo XVII contra el arzobispo de Santiago Juan de San Clemente, entre los muchos mantenidos con la sede compostelana y el juez de la Terra de Montes.

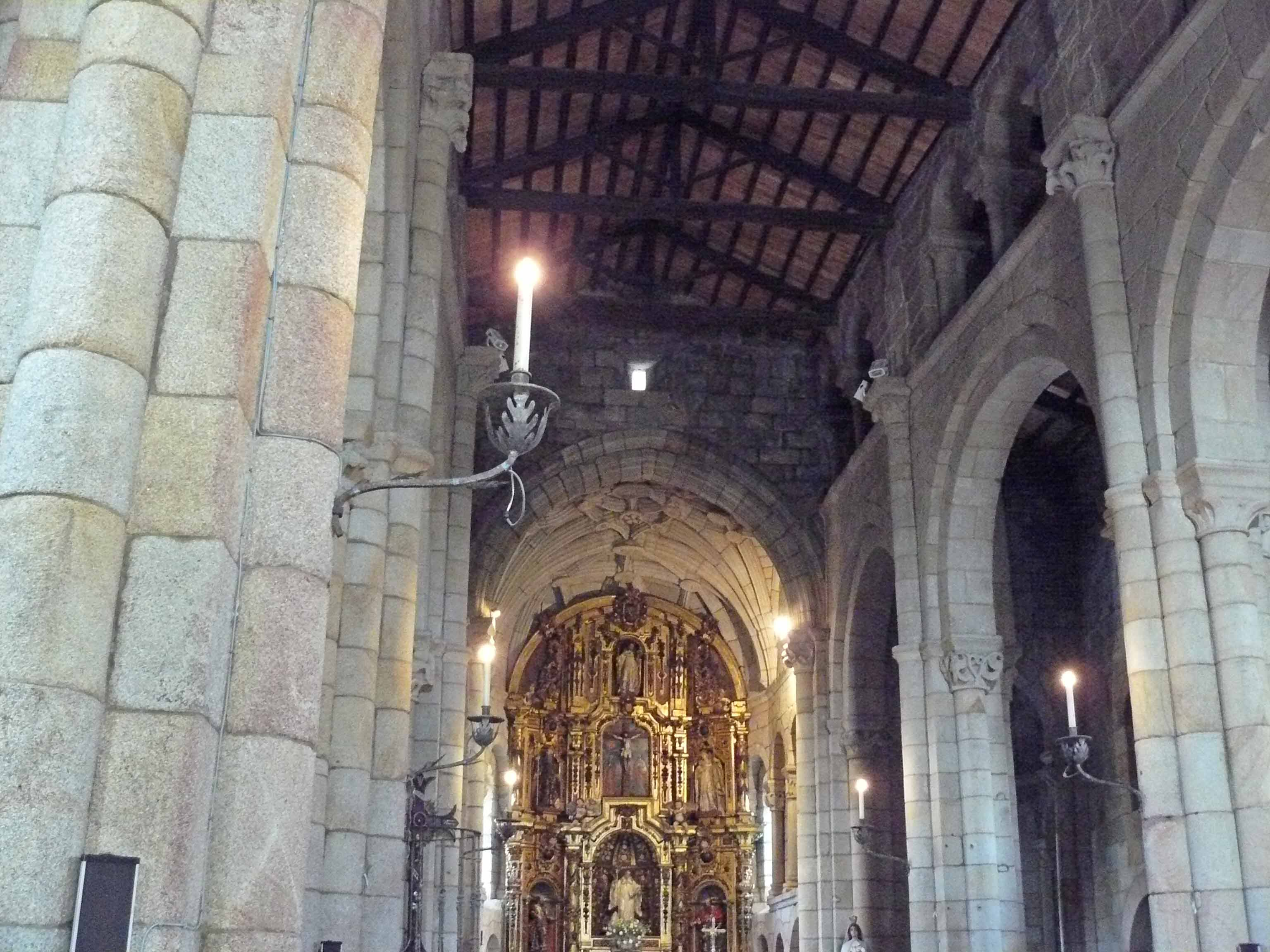
Nave central y capilla mayor

Mantuvo un colegio de teología moral conjuntamente con el monasterio de Junquera de Espadañedo.
En la noche del 7 de noviembre de 1649 ardió gran parte del convento incluida la casi totalidad de la biblioteca. Solo el Tumbo Grande de los documentos relativos al convento se conservó. Entre 1797 y 1800 cerró el colegio siendo trasladado a Salamanca y La Espina.
El 30 de abril de 1809, en plena Guerra de la Independencia española, el ejército francés persiguiendo al jefe de alarmas de la Terra de Montes quema «todo y cuanto había de útil en la casa e iglesia». Después de este ataque se volvieron a emprender obras de reconstrucción que fueron llevadas a cabo por el maestro arquitecto José de Castro Vallejo, que entre 1801 y 1830 trabajó en este y otros conventos gallegos.
Uno de los religiosos más prestigiosos del monasterio fue fray Bernardo Carrasco, que rigió la comunidad entre los años 1823 y 1826 siendo al mismo tiempo catedrático numerario de lengua griega de la Universidad de Alcalá de Henares junto con el doctor fray Clemente Barbanejo, catedrático de vísperas en la misma universidad y también miembro de Aciveiro.
Durante el Trienio liberal (1821 a 1823) se disolvió la comunidad, que en parte se reunificó con la vuelta del absolutismo. El fin definitivo de la comunidad llegó a mediados del año 1835 con la desamortización de Mendizabal. En el lugar quedaron tres religiosos con el objeto de conservar sus bienes y mantenerlo en pie. Finalmente en el año 1842 se realizó la liquidación y subasta pública del patrimonio del convento.

#### Donaciones

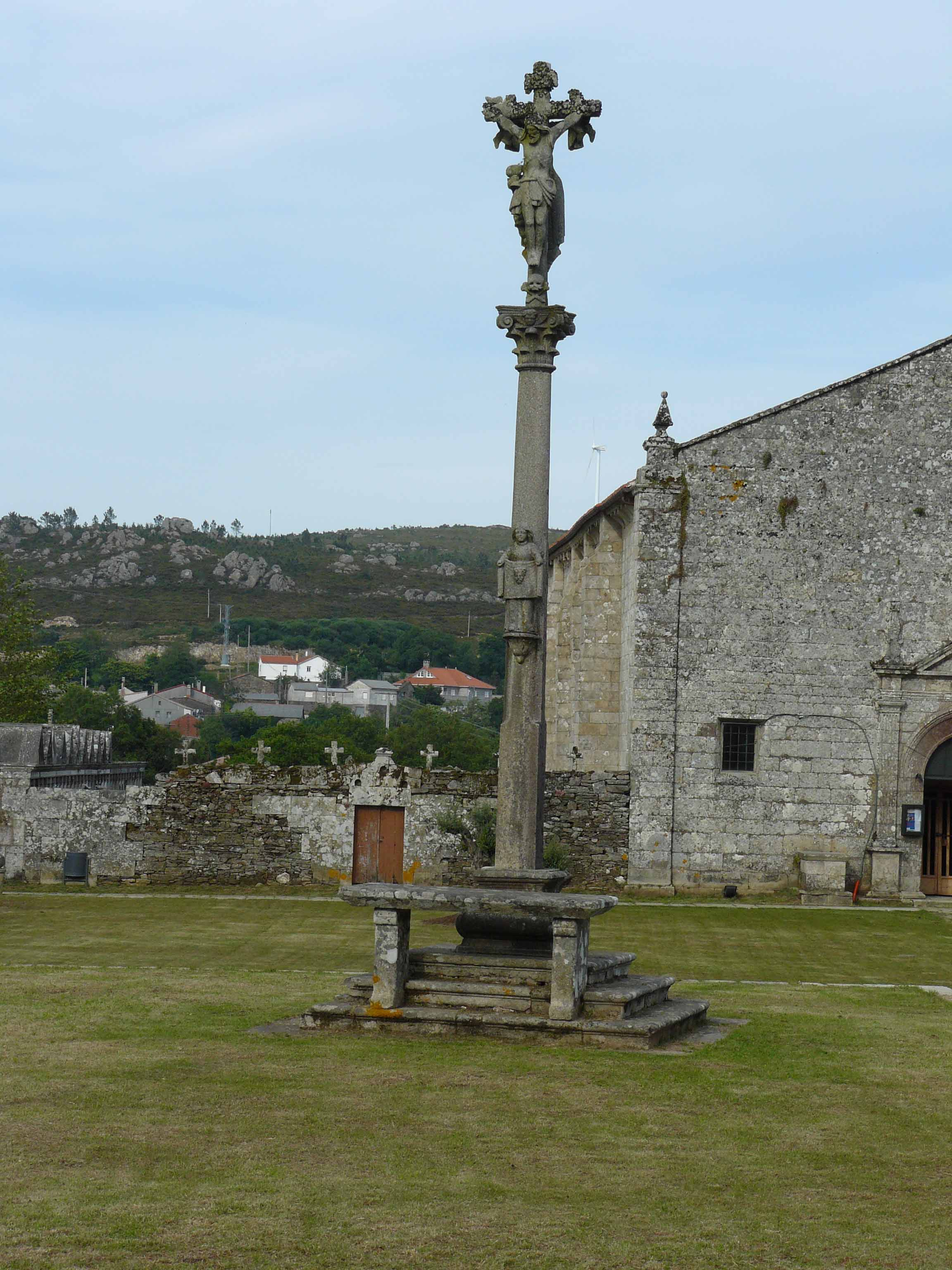
Crucero

Desde sus orígenes fue objeto de importantes donaciones reales y también por parte de la nobleza gallega. El escrito más antiguo conservado en el año 1617 era un privilegio datado en el año 1193 otorgado por el rey Alfonso IX de León  por el que se le concedía al convento la actual villa de Santo Tomé de Piñeiro en el ayuntamiento de Marín.
Nuevos privilegios reales recibió el convento en los primeros años del siglo XIII. De este modo, en estos primeros años del monasterio sus bienes se extendían por las actuales provincias de Pontevedra, Orense, Lugo y León. 
El rey San Fernando también otorgó nuevas donaciones a la comunidad. El 31 de agosto de 1232, estando en Toro, el rey donó la villa e iglesia de San Salvador de Vibros al monasterio y a su abad, don Pelayo. De nuevo hacia el año 1275 se documenta una nueva donación real de manos de Alfonso X el Sabio, última donación real conocida. A partir de esta fecha se desconocen nuevas donaciones regias, motivado por la falta de documentos, perdidos en el incendio sufrido en el siglo XVII y el saqueo del convento por parte del ejército napoleónico en 1809. 
Al mismo tiempo también fue objeto de importantes donaciones particulares de nobles. Algunas de las más importantes son la hecha por Urraca Fernández, hija del conde Fernando Pérez de Traba, el 3 de agosto de 1237; la hecha por Teresa Yáñez de Deza, mujer de Alonso Suárez de Deza, el 10 de marzo de 1262 que encomienda ser sepultada en el convento; la de Bernardo, obispo de Badajoz y que fuera canónigo de Santiago, el 29 de abril de 1306 que dona bienes que tenía en Arzúa; o las hechas por la familia de los Churruchaos, como la de Aldonza Fernández Churruchao, madre de Alfonso Pérez Gallinato (el asesino de Suero Gómez de Soutomaior), que manda ser sepultada en el convento al tiempo que le dona bienes, donación a la que le siguieron varias de sus hijos.

## Poder económico y jurisdiccional
El convento era considerado entre el grupo de conventos económicamente modestos, junto con el de San Clodio, Junquera de Espadañedo o Penamor. Las extensas posesiones del convento incluían cotos, tierras aforadas, encargos, beneficios parroquiales, granjas, neveras (estableciéndose deberes para juntar la nieve y acarrearla), ganado...

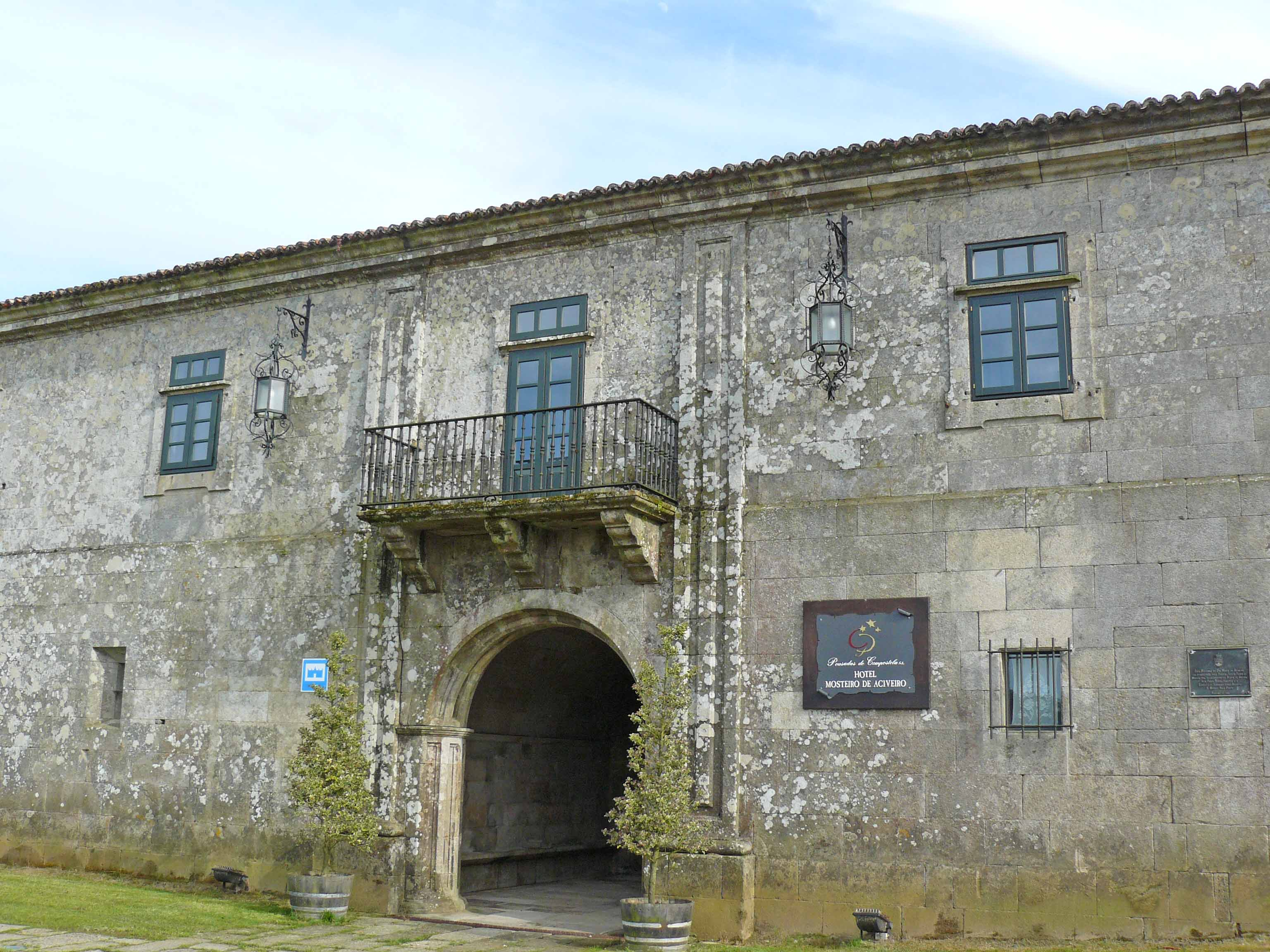
Fachada de entrada

Sobre sus encomiendas el convento tenía poderes plenos en el ámbito civil, criminal, eclesiástico y económico. El hecho de que la mayoría de las posesiones se encontraban en la Terra de Montes, y de que estas se encontraban en la jurisdicción de la Mitra Compostelana, propició que estos derechos fueran objeto de muchos pleitos con los arzobispos de Santiago durante muchos años. Esta lucha finalizó en el siglo XVII cuando los tribunales fallaron a favor de la mitra compostelana, despojando al convento de todos los poderes sobre ellas excepto del económico.
El ganado era uno de los pilares económicos de la comunidad. Por medio de acuerdos con las freguesias y comarcas limítrofes controlaban tanto el ganado doméstico como el salvaje que vivía en libertad, así como el uso de los pastizales, ya que el privilegio de su uso solamente lo poseían los vecinos de Aciveiro, Pereira y Dos Iglesias.
Acurrando el ganado en el claustro de entrada del convento, con la colaboración de los vecinos de las encomiendas, realizaban un control efectivo sobre los animales que se encontraban en sus montes y posesiones. La importancia de estos actos hizo que el archivero del Tumbo Grande de 1617 dejase por escrito instrucciones para hacer de estos curros un hecho menos violento que lo que acontecía habitualmente.
Complementaba la economía comunitaria la explotación de los bosques y devesas, estando prohibida la tala de leña sin licencia del monasterio.
Uno de los servicios más necesarios para el convento, y por lo tanto del que se conservan mayores referencias, era el transporte de vino desde las viñas que poseía en la ribeiro del Avia. Para satisfacer esta necesidad tenían establecidas una serie de deberes para transportar el preciado líquido a los moradores de las encomiendas, que se veían obligados a ellas por diversas causas: por razón de señorío, antiguo vasallaje, derechos de foro o en compensación por el disfrute de los bienes del convento, principalmente el derecho a que el ganado pudiera pacer nos montes propiedad del convento.
Las neveras propiedad del convento en los montes del Candán también fueron una fuente importante de ingresos, a diferencia de los otros conventos del Císter gallegos que no comerciaban con el producto de sus neveras. Comerciaban con la nieve surtiendo a las ciudades gallegas y llevándola a otras ciudades del interior de la meseta. Durante el siglo XVII el convento perdió la exclusividad celosamente protegida y comenzaron a proliferar neveras pertenecientes a particulares y otras instituciones, como el Cabildo de Santiago o la Audiencia de La Coruña, por lo que el valor de las neveras del monasterio disminuyó significativamente.

## Descripción

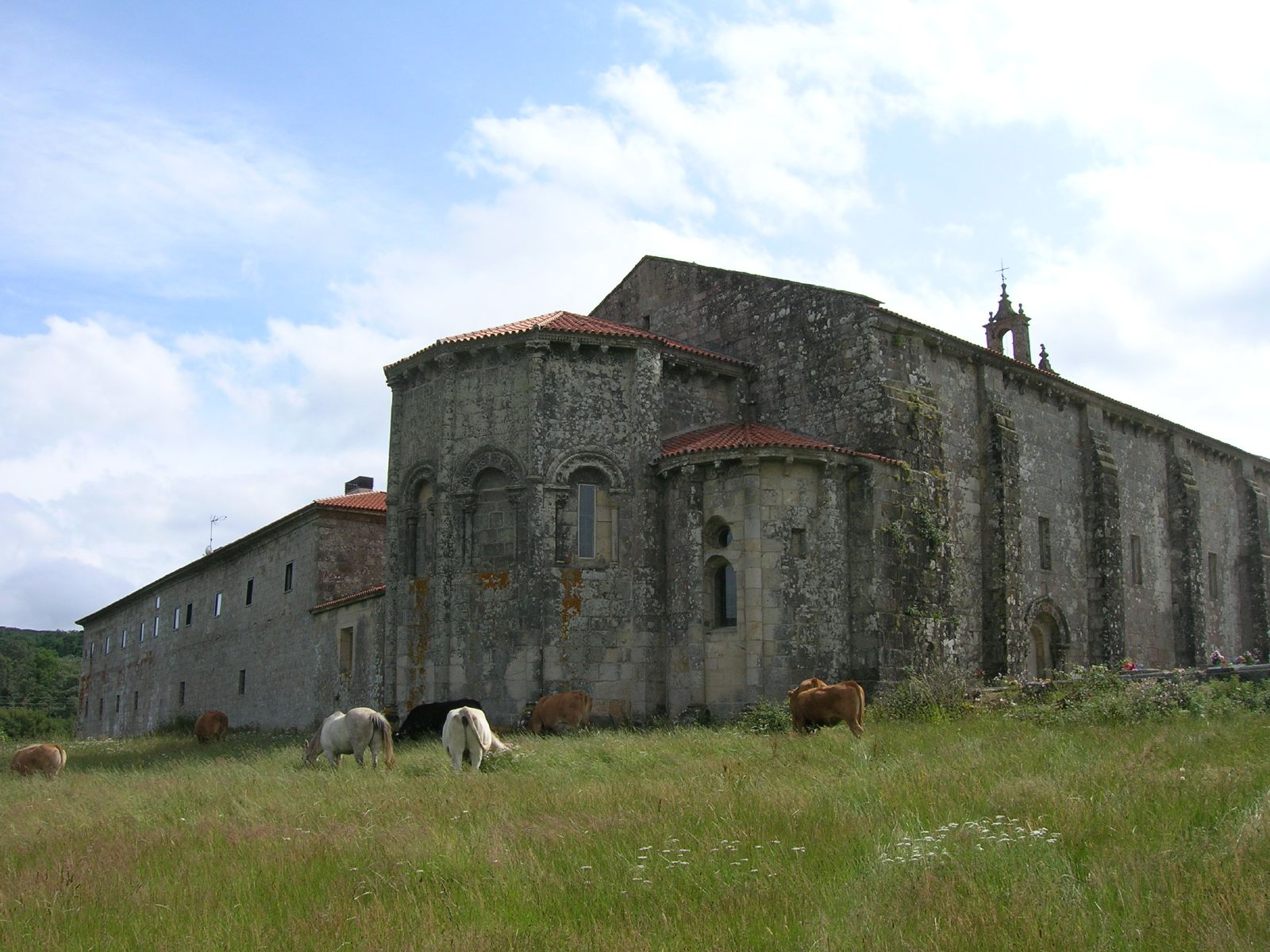
Cabecera románica

### La iglesia
Se trata de una iglesia de planta basilical, dividida en tres naves y tres ábsides siendo una buena muestra de la arquitectura del románico gallego. Conserva su fábrica original de un románico tardío caracterizado por la escasez ornamental. Tiene como fuente de inspiración la catedral de Santiago de Compostela. Se desconoce la fecha de inicio de las obras (que comenzarían como era costumbre por la cabecera). Fue objeto de importantes restauraciones entre las que se encuentran las de los años 1606, 1759 y 1911.

#### Exterior
En el muro norte se conserva la única puerta de la antigua fábrica románica que llegó a nuestros días: se compone de dos series de arcos y columnas, una de ellas estriada, y capiteles historiados. Las arquivoltas se adornan con cadenas, estrellas caladas, flores y ajedrezado.

##### Ábsides
Los ábsides laterales son semicirculares hacia el exterior y en pentágono irregular al exterior, y, la central es pentagonal. Las laterales son de menor dimensión que la central también más alta, y tienen menos decoración. El ábside meridional describe tres cuartos de círculo, careciendo de tramo recto. El ábside central se compone de un tramo recto limitado al oriente por un contrafuerte y la parte pentagonal. El ábside central posee semejanzas con la iglesia bernarda de Penamor.
Se divide en cinco tramos separados por columnas entregas de basas áticas con garras, fustes de quince semitambores y capiteles vegetales entre dos pilastras cuadrangulares. En cada uno una ventana de arco semicircular y arquivolta sobre un par de columnas, unas de capiteles y basas entregas y otras solo adosadas. La cornisa se sostiene por canecillos de diversa tipología junto con estrellas y círculos calados y una franja ajedrezada que rodea por la mitad todo el conjunto. Los capiteles son distintos vegetales, de arquivolta en arista...

##### La fachada

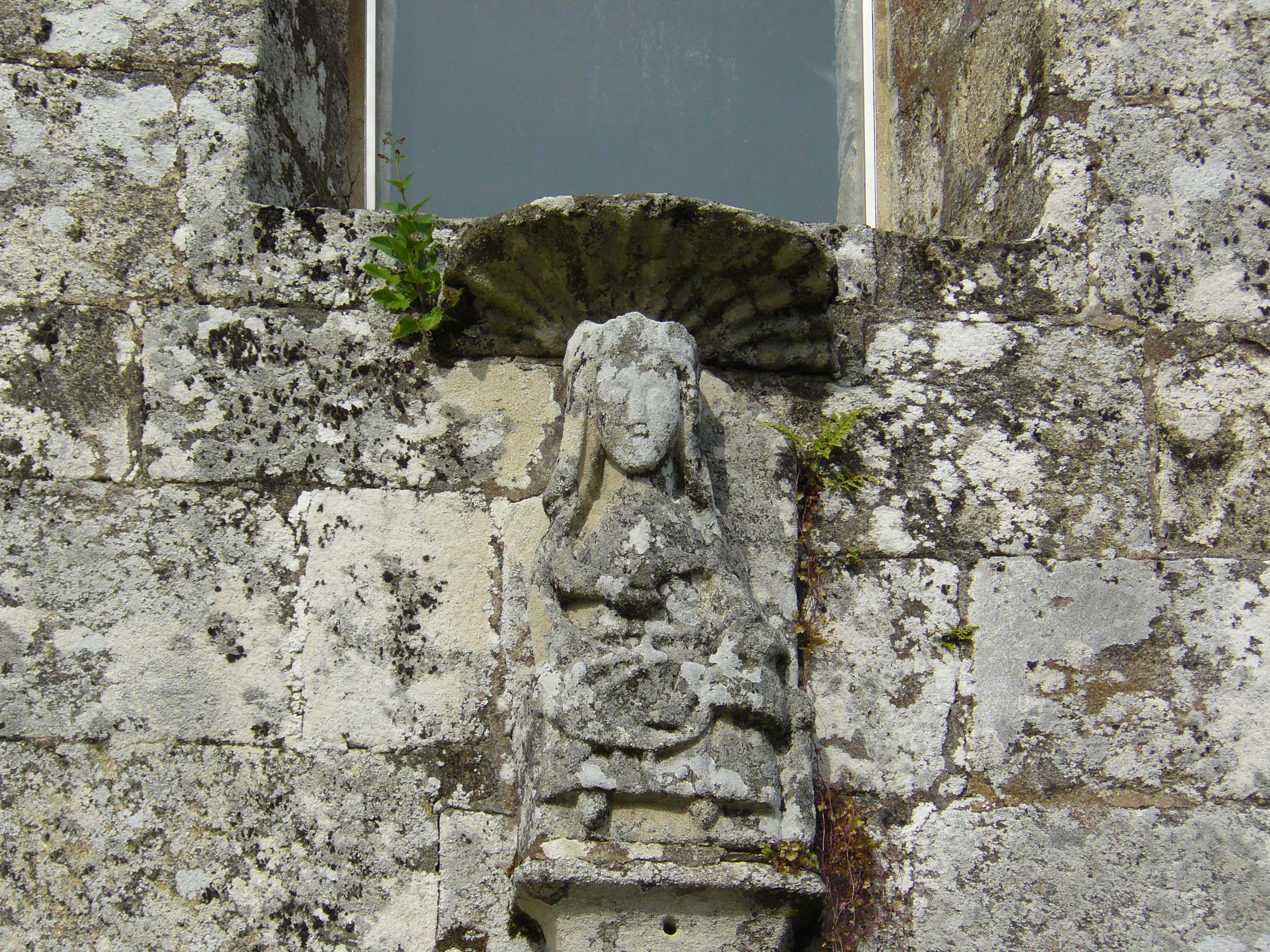
Virgen situada en la portada

La fachada del templo fue totalmente rehecha no conservándose nada de su fábrica románica. Se caracteriza por su sobriedad. Su construcción fue finalizada en 1792. Sobre el tímpano destaca una antigua imagen de la Virgen con el niño en el regazo. Sobre ella se abre una ventana cuadrangular abocinada. La fachada se remata con una cruz sobre un pedestal y a la izquierda del conjunto se sitúa el campanario con una espadaña compuesta de dos cuerpos, que fue restaurada en 1911 al haber sufrido graves daños por el impacto de un rayo sucedido en enero del año 1900.
Frente a la fachada, en la explanada se encuentra un crucero, obra de Quireza José Ferreiro en 1893, en el que se representa la figura del Redentor, una Verónica y en el reverso la Inmaculada Concepción sostenida por ángeles.

#### El interior

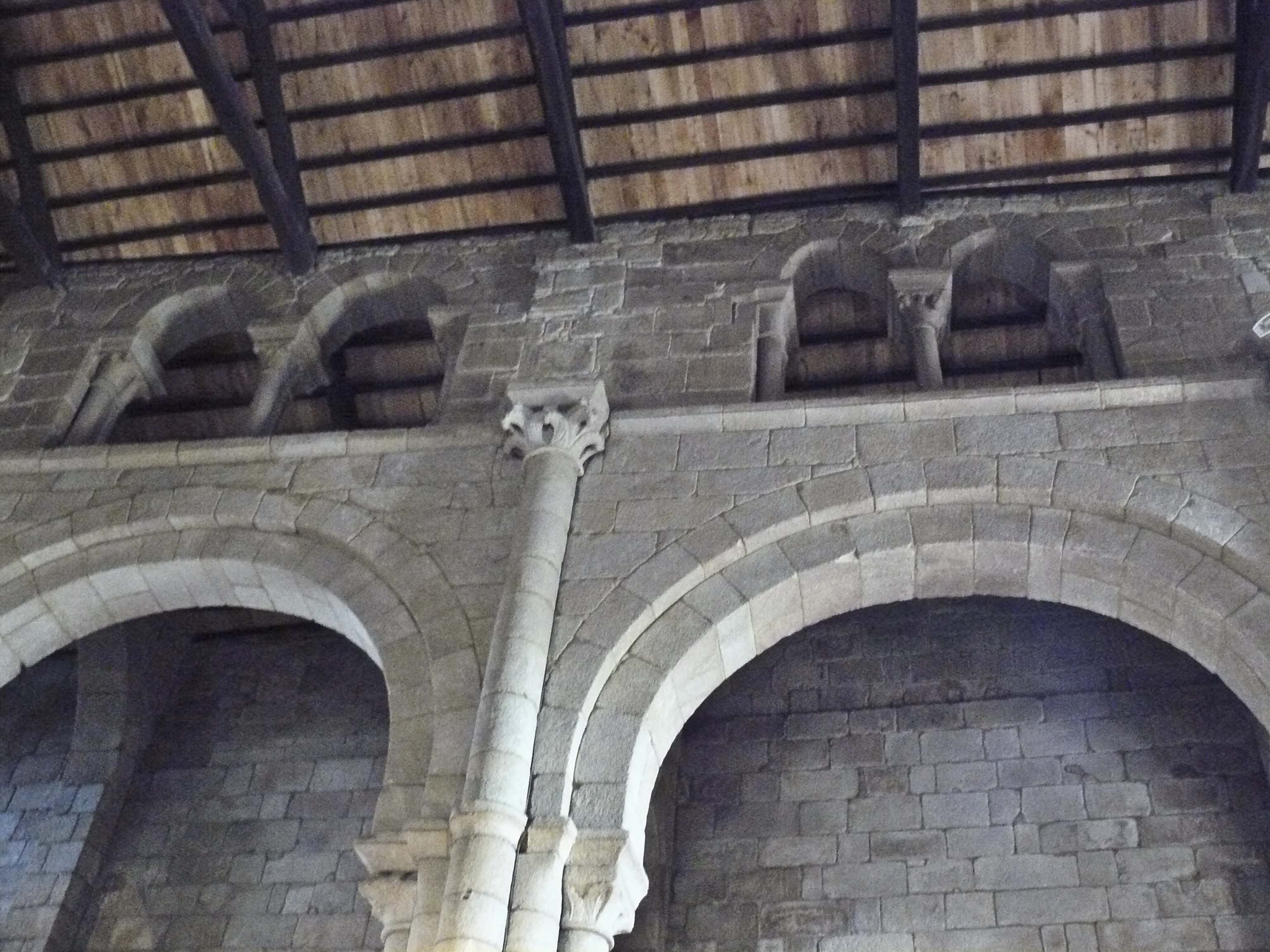
Detalle del falso triforio de la nave central

De planta basilical se divide en tres largas naves, con la central más ancha que las laterales, y que se alzan a gran altura soportadas por pilares cuadrados con una columna adosada y, coronadas por capiteles de sencilla ornamentación vegetal, a imagen de los pilares de la catedral compostelana. Destaca la existencia de un falso triforio, elemento arquitectónico no usual en el románico gallego de la orden.
La nave central tiene 36 metros de longitud y aproximadamente 12 de altura. Las naves se cubren con un tejado con entramado de madera. Las ventanas se configuran con arcos de medio punto sostenidos por dos columnas con capiteles con diversas representaciones: toros, patos, caballos, monstruos alados con cabeza de león...).
Las columnas se decoran con capiteles de muy variada temática. En ellos se representan figuras antropomorfas, motivos vegetales y seres monstruosos y mitológicos como leones alados.
El falso triforio que conforma el alto de la nave central se compone de columnas gemelas conformando una galería de doble arcada.
El templo se abre hacia el exterior por medio de ocho vanos no pertenecientes a la fábrica original románica, sino producto de reformas posteriores. 
La puerta de la sacristía es de arco apuntado y destaca por su ornamentación vegetal, geométrica y con representaciones de animales y figuras humanas, entre las que destaca un demonio con orejas de asno.
La cabecera se compone de tres ábsides, siendo la central pentagonal y circulares las laterales.

##### Capilla y retablo mayor

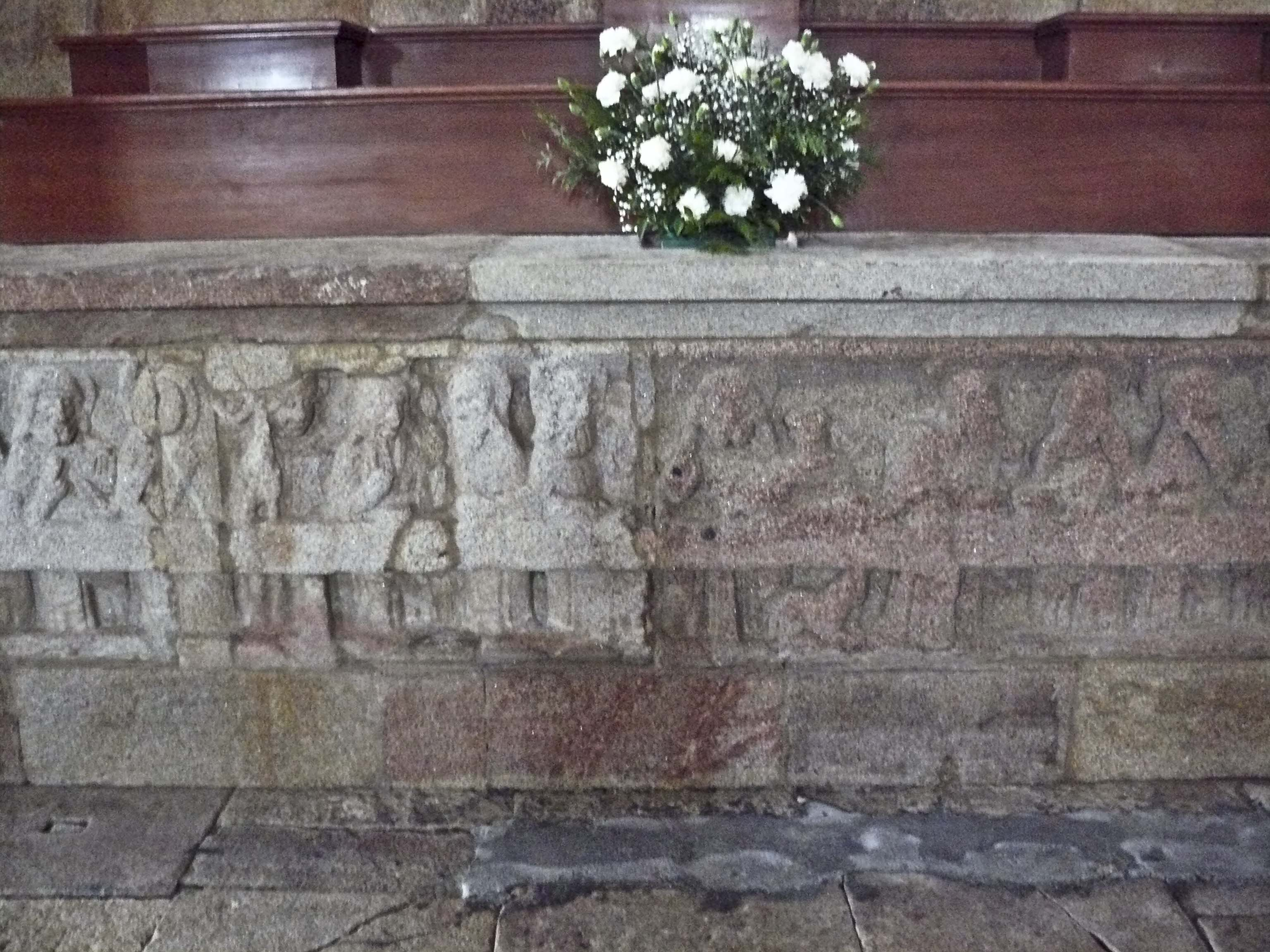
Representación de La Última Cena en un posible altar románico

La capilla mayor se cubre con una bóveda estrellada de estilo gótico datada en el siglo XVI. Un arco formero moldurado sirve de acceso a esta capilla. Le proporcionan luz cinco ventanas románicas. Se compone de dos arcadas de tres arcos. Los capiteles presentan sencillos motivos vegetales y geométricos. La bóveda presenta en sus claves florones y escudos de diversa tipología. En la clave central destaca el escudo del monasterio: brazo con manga de cogulla con el báculo abacial en la mano y flanqueado por dos flores de lís y bajo ellos una mitra y dados.
En su interior está el altar mayor. El retablo es de hechura barroca obra de Miguel de Romay. Se compone de tres cuerpos. En el primero se encuentra la imagen de la Virgen, San Pedro y San Paulo. En el segundo, en el centro, un calvario y a ambos los lados San Bernardo y San Bieito vestidos con atributos abaciales, atribuidos a Ferreiro. En el tercer cuerpo, el superior, la imagen de Santo Tomás, segundo patrón de la casa, y en el centro un gran escudo del convento
También conserva el altar románico. En la mesa del altar se conserva un altorrelieve que se le añadió de frontal. Probablemente su origen esté en el siglo XVI. Representa la Última Cena y en la actualidad se encuentra fragmentada. Se asemeja a restos de un antiguo retablo o baldaquino y presenta muchas similitudes con una pieza del monasterio de San Esteban de Ribas de Sil.

##### Las capillas laterales
Son capillas circulares cubiertas con bóveda de cañón. La del evangelio está dedicada a San Benito y la de la epístola a San Bernardo, la primera con el arco adornado con estrellas caladas, flores cruciformes y diversa ornamentación geométrica. Se adornan con retablos de idéntica hechura. Tres grandes ventanas dan luz a las capillas.
En el siglo XVII la obra amenazaba ruina, motivo por lo que se reforzó con contrafuertes. Ya en 1911 se llevaron a cabo obras de consolidación del muro sur del templo. A principios de la década de 1970 el templo fue restaurado por Patrimonio Artístico Nacional.

##### Enterramientos

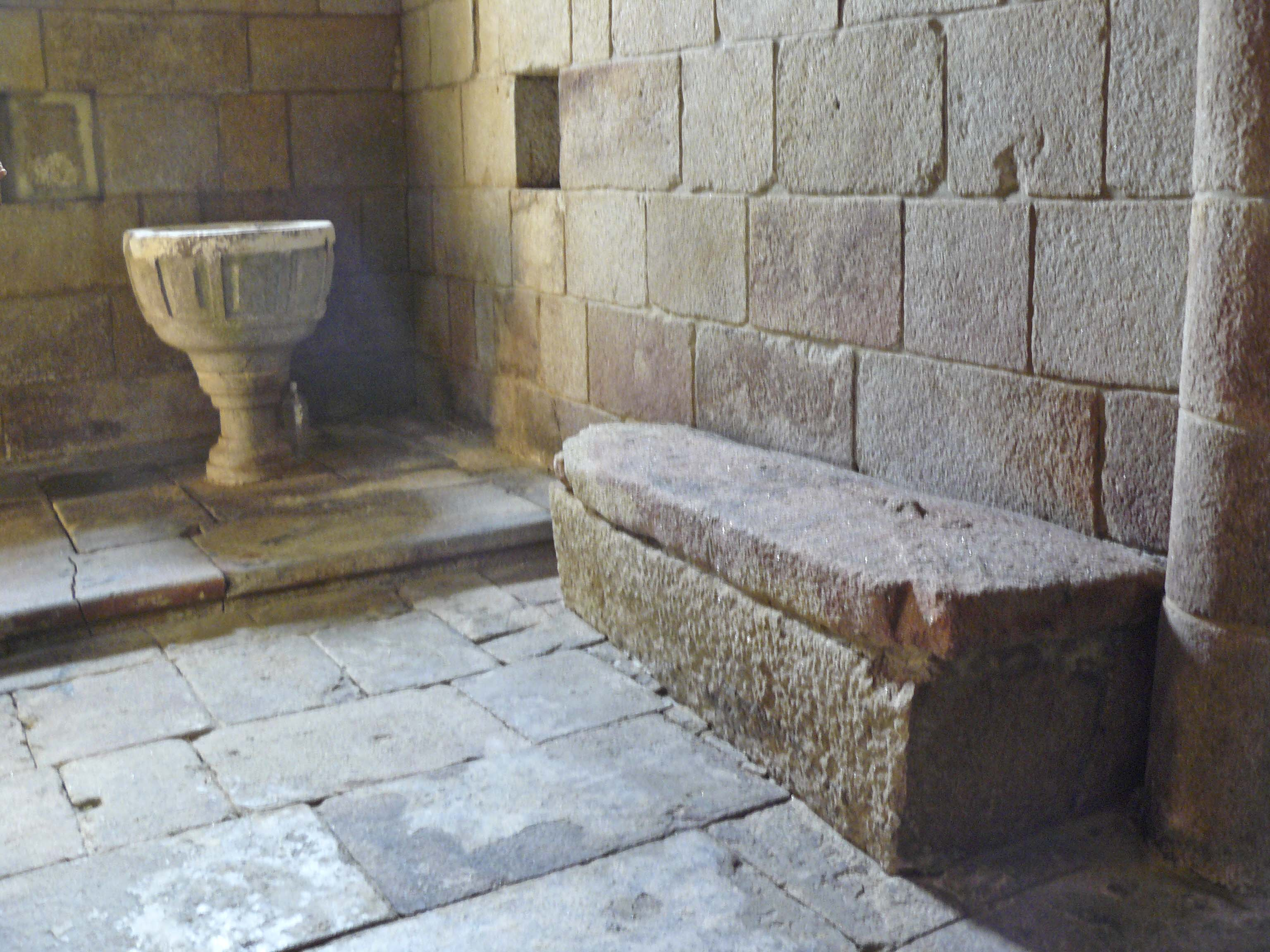
Lápida sepulcral situada en la nave izquierda

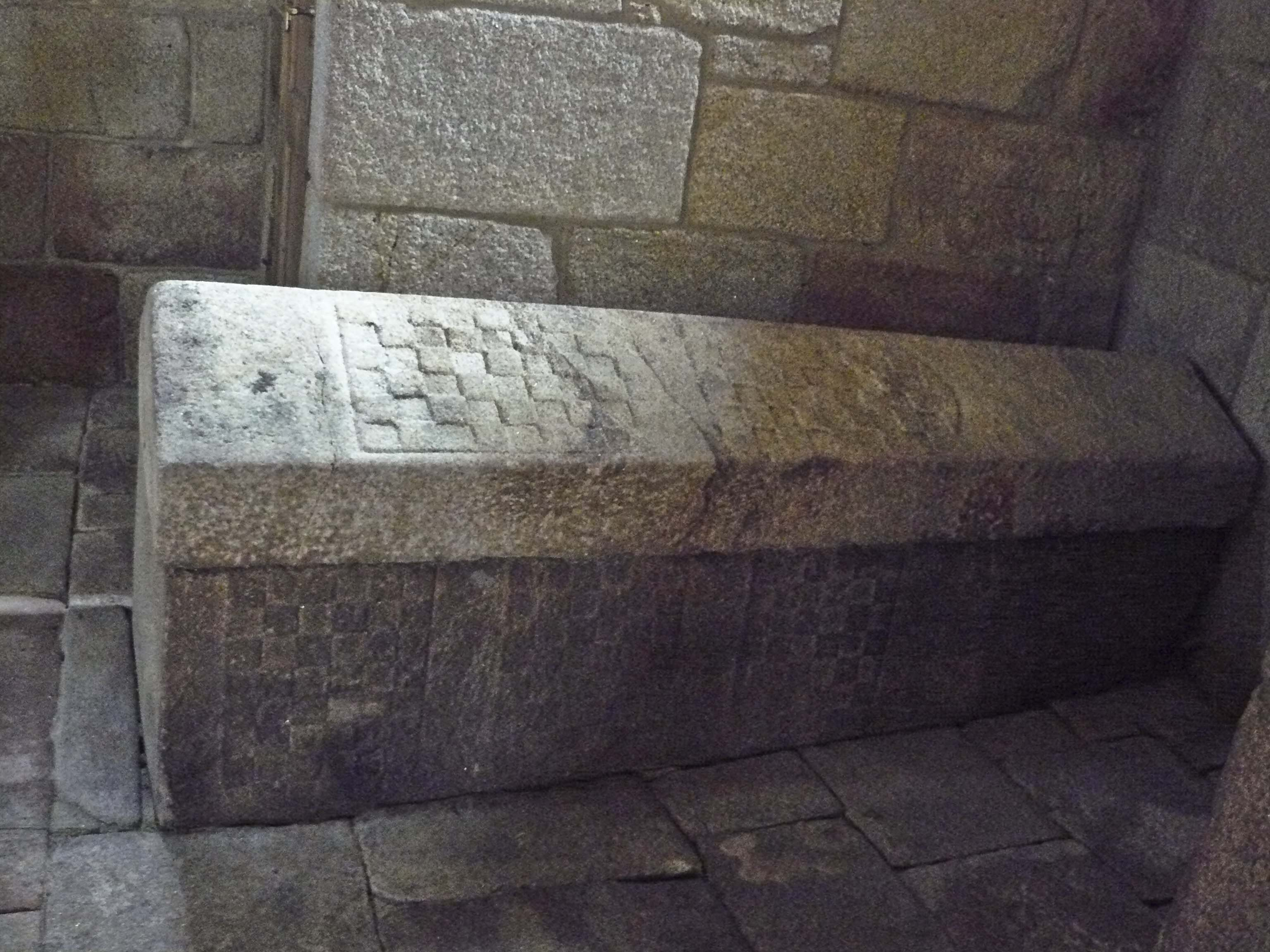
Sepulcro con virutas heráldicas de los Bermúdez de Castro

El templo, junto con el del monasterio de Carboeiro, sirvió de panteón de la nobleza de las Terras de Montes, Deza y Trasdeza.
Entre esas familias la casa de los Camba, también conocidos como de los Turrichao o Churruchaos tenían en él capilla propia, la llamada de Don Álvaro.
De los muchos enterramientos que acogería este templo solo dos se conservan:
- Un primero situado en la nave de la izquierda, que es de tipo estola y que en su tapa está grabado un estilizado báculo. La tradición lo señala como perteneciente al abad Gonzalo das Penas (siglo XV), dato no compartido por Antonio Rodríguez Fraiz que lo vincula al primer abad del convento, el abad Pedro.
- El segundo sepulcro también carece de inscripciones y se decora con virutas heráldicas con ajedrezados propios de la familia Bermúdez de Castro y puede datarse en los primeros años del siglo XVII.

### El monasterio
De las primitivas edificaciones apenas quedan muestras, ya que las reformas realizadas desde la mitad del siglo XVI en adelante, incluso hasta 1813 las hicieron desaparecer.
La actual residencia parroquial se conserva en buen estado, haciendo ángulo recto con la fachada de la iglesia. Esta residencia posee un pórtico de acceso de estilo clásico y una balconada de hierro fundido apoyado sobre ménsulas. Dos claustros forman parte del conjunto: entrando por el pórtico nos encontramos el claustro del curro.

#### Los claustros
El claustro del curro es rectangular y de grandes dimensiones. Servía como lugar de recepción de los frutos, eira de maxar y como lugar para acurrar los ganados que pastaban en los montes de las encomiendas del convento. En él se encuentra una fuente datada en 1802. A su derecha se observa el acceso a las cortes, gallineros y viviendas de los pastores y personas al servicio del convento. A la izquierda se puede ver un paso (tramo abovedado con bóveda de medio cañón) que lleva a las dependencias monacales y al claustro bajo. Llega a una dependencia que comunica con la escalera de acceso a planta alta y otras dos puertas que llevan al claustro bajo y a otros departamentos.
El claustro procesional es una obra realizada en la segunda mitad del siglo XVIII. Es el mejor conservado de todos. De traza clásica, se cierra con muros de cantería de piedra labrada adornados con pilastras cuadrangulares y una imposta que marca la planta, y se remata con una cornisa con gárgolas en los esquinais. En él los canteros dejaron las fechas de finalización de las obras (la sur en 1760y la oeste en 1769).

#### Otros departamentos
La cocina es una de las piezas mejor conservadas. De planta rectangular, se abre al exterior por medio de dos ventanas y se cubre con una bóveda. Destaca en ella la chimenea. Contaba con agua corriente, despensa y torno con el que comunicaba con el refrectorio. Se finalizó en 1801.
El refectorio datado en el año 1802 y a su lado se encuentran las cortes cubiertas con bóveda de medio cañón y que conserva el piso adoquinado con las canalizaciones de evacúación y ocho comederos de una piedra.
Otro de los departamentos a destacar es el gran salón, posible sala capitular. Se trata de una obra del siglo XVI y que presenta tres puertas de acceso y a la que de la luz siete ventanales.
En el corredor del claustro bajo se encuentra una puerta románica de finales del siglo XIII deteriorada por modificaciones posteriores y que da acceso al capítulo, una de las estancias más grandes del convento y que en sus muros conserva restos románicos reutilizados de las primeras edificaciones del monasterio.

## Situación actual
En la actualidad el templo se encuentra en buen estado de conservación y permanece abierto al culto (es la iglesia parroquial de Aciveiro), pudiendo ser visitado. Las estancias monacales fueron restauradas en 2005 y convertidas en un hostal-monumento, la «Hospedería San Gonzalo das Penas», con tres estrellas de categoría.